# Алюминийникель
Алюминийникель — бинарное неорганическое соединение
никеля и алюминия
с формулой NiAl,
кристаллы.

## Получение
- Сплавление стехиометрических количеств чистых веществ:

{\displaystyle {\mathsf {Ni+Al\ {\xrightarrow {1638^{o}C}}\ NiAl}}}

## Физические свойства
Алюминийникель образует кристаллы
кубической сингонии,
пространственная группа P m3m,
параметры ячейки a = 0,28813 нм, Z = 1,
структура типа хлорид цезия .
AlNi плавится конгруэнтно при температуре 1638°С.
Соединение имеет широкую область гомогенности 42÷69 ат.% никеля .